# Urbar (bei Koblenz)
Urbar település Németországban, Rajna-vidék-Pfalz tartományban. Lakosainak száma 3214 fő (2023. december 31.).

## Népesség
A település népességének változása:
| Lakosok száma | 2845 | 3228 | 3288 | 3171 | 3209 | 3214 |
|               | 1975 | 2017 | 2019 | 2021 | 2022 | 2023 |